# Journal of Philosophy
The Journal of Philosophy é uma revista de conteúdo acadêmico revisada por pares, publicada mensalmente, contendo artigos no campo da Filosofia. Seu objetivo declarado é "Publicar artigos filosóficos de interesse atual e incentivar o intercâmbio de ideias, especialmente a exploração da fronteira entre Filosofia e outras disciplinas." Foi estabelecida em 1904 como The Journal of Philosophy, Psychology, and Scientific Methods e passou a ter seu atual nome em 1923.